# Cowin Showjet
La Cowin Showjet è un'autovettura prodotta dalla casa automobilistica cinese Cowin dal 2020.

## Descrizione
Presentata il 24 dicembre 2019, la Showjet (in cinese 炫界) è un crossover SUV compatto a 5 porte, ad architettura "tuttoavanti" con disposizione del motore anteriore/traversale e trazione anch'essa anteriore, disponibile in due motorizzazioni a benzina dalla identica cubatura da 1,5 litri in versione aspirata da 115 CV e 143 Nm di coppia oppure sovralimentata mediante turbocompressore da 150 CV, abbinato ad un cambio manuale a 6 velocità o automatico CVT.